# Vlag van Aarschot
De vlag van Aarschot werd door de gemeenteraad op 23 november 1981 officieel vastgesteld als de gemeentelijke vlag van de Vlaams-Brabantse gemeente Aarschot. Op 5 maart 1985 werd hij door het Bestuur van Vlaanderen bevestigd en uiteindelijk gepubliceerd op 8 juli 1986 in het officiële Belgisch Staatsblad.
Officieel wordt de vlag beschreven als:
Wit met een zwarte lelie.
De vlag is volledig gebaseerd op het gemeentewapen en ziet er dus helemaal hetzelfde uit.

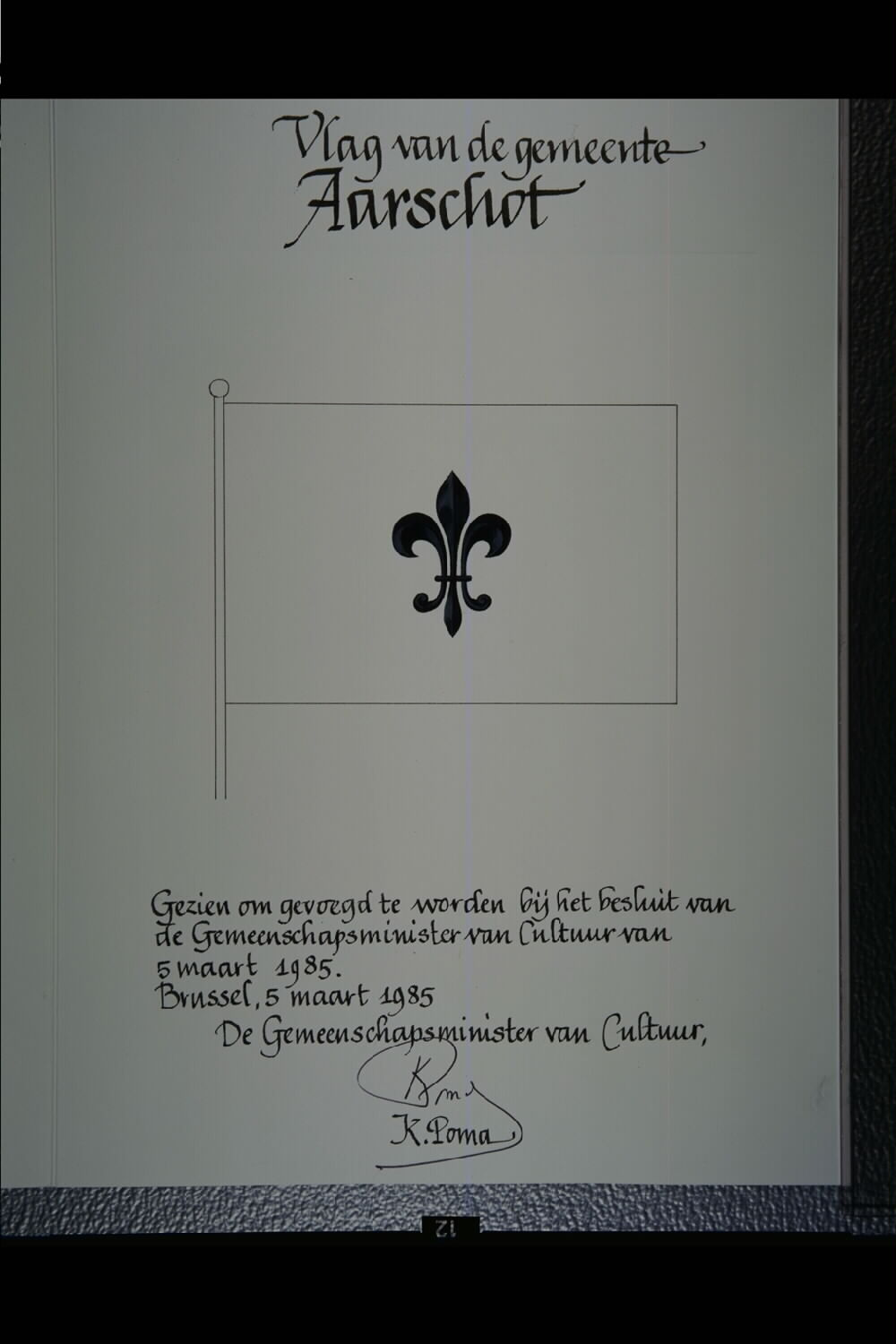
Ontwerp vlag getekend door Karel Poma